# Birkenfeld (Nahe)
Birkenfeld er en by i Landkreis Birkenfeld i den sydvestlige del af Rheinland-Pfalz.
Byen er sæde for landkredsens forvaltning, og den er statsanerkendt som rekreationsby.
Byen ligger ved floden Nahe, der en biflod til Rhinen. I 2013 havde Birkenfeld 6.732 indbyggere.

## Historie
Kejser Ludvig 4. af Bayern gav byen købstadsrettigheder i 1332. Byen og dens opland delt mellem Markgrevskabet Baden og grevskabet Veldenz i 1437.
I 1584 valgte pfalzgreve Karl 1. af Zweibrücken-Birkenfeld byen som sin residensby.
Byen blev annekteret af den Første franske republik i 1797.
På Wienerkongressen blev byen og dens omegn delt, så byen og de andre områder nord for floden Nahe (Fyrstedømmet Birkenfeld) blev tildelt Storhertugdømmet Oldenborg, mens Sachsen-Coburg-Saalfeld fik området syd for floden (Fyrstedømmet Lichtenberg). Et lille område mod sydøst (Meisenheim) gik dog til Hessen-Homburg.
Preussen overtog Lichtenberg i 1834, Meisenheim i 1867 og Birkenfeld i 1937.
I dag er området delt mellem Rheinland-Pfalz mod nord og Landkreis St. Wendel og Landkreis Merzig-Wadern i Saarland mod syd.